# Macrozamia humilis
Macrozamia humilis D.L.Jones, 1998 è una pianta appartenente alla famiglia delle Zamiaceae, endemica dell'Australia.

## Descrizione
È una cicade con fusto sotterraneo, del diametro di 18-20 cm.
Le foglie, da 2 a 7, pennate, lunghe 35-65 cm, sono disposte a corona all'apice del fusto e sono rette da un picciolo lungo 9-16 cm; ogni foglia è composta da 30-45 paia di foglioline lanceolate, con margine intero, lunghe mediamente 10-18 cm, di colore verde brillante.
È una specie dioica con esemplari maschili che presentano coni terminali fusiformi, lunghi 14-19 cm e larghi 4,5-5,5 cm, ed esemplari femminili con coni solitari di forma ovoidale, lunghi 10-15 cm, e larghi 6-8 cm.
I semi sono grossolanamente ovoidali, lunghi 25-30 mm, ricoperti da un tegumento di colore rosso.

## Distribuzione e habitat
L'areale di questa specie è ristretto ad un'area di pochi km2 nella Contea di Inverell, nel Nuovo Galles del Sud (Australia).

## Conservazione
La IUCN Red List classifica M. humilis come specie vulnerabile.

La specie è inserita nella Appendice II della Convention on International Trade of Endangered Species (CITES).